# Frederikskirken
 Ikke at forveksle med Højbjerg Kirke.
 Denne artikel omhandler omhandler Frederikskirken i Aarhus. For Frederiks Kirke i København, se Marmorkirken. For Frederiks Kirke ved Viborg, se Frederiks Kirke (Viborg Kommune).
Frederikskirken er en kirke i Skåde Sogn i Aarhus-bydelen Højbjerg. Kirken blev indviet den første søndag i advent, den 3. december 1944, og er opkaldt efter daværende kronprins Frederik. Kirken er blevet kaldt [D]en sidste kirke, der så direkte vedkender sig middelaldertraditionen.

## Historie, Kirkebygningen og Interiør
Kirken blev tegnet af den kendte kirkearkitekt og kirkerestaurator Harald Lønborg-Jensen, i en stil der ligger tæt op af den middelalderlige kirke. Samme arkitekt står bag bygningen af Rinkenæs Korskirke og Lundtofte Kirke, samt restaurering af Brønshøj Kirke, Silkeborg Kirke, Stenvad Kirke og Løgumkloster Kirke.
Kirkerummet omfatter tårnrum, skib og et stort kor. Klokketårnet er 21 meter højt og har fire klokker. I kirkerummet er den store korbue, der hviler på svære søjler med terningekapitæler og er inspireret af Veng klosterkirke. I nordsiden ses små rundbuede romanske vinduer, mens der i sydsiden er store spidsbuede gotiske vinduer. Loftets krydshvælvinger minder om senmiddelalderen.
Alterbordet er bygget af mursten. På den står altertavlen, der er i stilen bruskbarok. Alterbilledet, som viser englen, der forkynder Jesu fødsel for hyrderne på marken, er malet af Axel Hou. På alteret står to malmlysestager. I 1983 fik kirken et altertæppe med gyldne farver, vævet af Esther Bové Reintoft.
Døbefonten er i granit og har et tin-dåbsfad fra 1687 med et billede af Jesu dåb. Det blev oprindeligt skænket Holme Kirke af Constantin Marselis.
Orgelet, der har 20 stemmer, blev bygget af Marcussen & Søn.